# NGC 317B
NGC 317B est une galaxie spirale barrée située dans la constellation d'Andromède. NGC 317 a été découverte par l'astronome américain Lewis Swift en 1885 qui croyait observer une seule nébuleuse, nom que l'on donnait à cette époque aux taches diffuses de la sphère céleste. L'autre galaxie près de PGC 3445 (NGC 317B) est PGC 3442 (NGC 317A).

## Caractéristiques
Sa vitesse par rapport au fond diffus cosmologique est de 5 065 ± 21 km/s, ce qui correspond à une distance de Hubble de 74,7 ± 5,2 Mpc (∼244 millions d'al).
NGC 317B est présente une large raie HI et c'est une galaxie lumineuse dans l'infrarouge. La luminosité de la galaxie de NGC 317B dans l'infrarouge lointain (de 40 à 400 µm) est égale à 1,02 × 1011 {\displaystyle L_{\odot }} (1011,01{\displaystyle L_{\odot }}) et sa luminosité totale dans l'infrarouge (de 8 à 1 000 µm) est de 1,29 × 1011 {\displaystyle L_{\odot }} (1011,11{\displaystyle L_{\odot }}).